# L'Événement syndical
L'Événement syndical est un journal hebdomadaire francophone édité par le syndicat Unia. Fondé en 1998 par les syndicats SIB et FTMH, après la fusion de ces deux syndicats il est devenu l'organe de presse officiel, en Romandie, du syndicat Unia

## Histoire
Le journal est créé en 1997 par les syndicats SIB et FTMH en remplacement de leurs publications francophones respectives, à savoir Le nouveau syndicat pour le SIB et La Lutte syndicale pour la FTMH. Cela fait partie de la nouvelle stratégie de rapprochement de ces deux fédérations, avec la création de Unia - le syndicat du secteur tertiaire, surnommée « La petite Unia » et l'association « La Maison syndicale ».
Le journal se présente tout d'abord sous la forme d'un cahier principal, commun aux deux syndicats et avec une page réservée aux publications de « La petite Unia », suivi par un cahier spécifique à chacun.
En 1999, après une année, la publication est modifiée par la suppression des cahiers spécifiques aux deux fédérations. Le journal s'adresse ainsi à tous les membres, sans distinction.
En 2002 le lectorat du journal s'élargit après la décision du Syndicat FCTA, de mettre un terme à l'édition de son journal Solidarité et de rejoindre ainsi l'équipe de L'événement syndical.
En 2005, après la fusion des syndicats SIB, FTMH, FCTA et Unia, L'événement syndical devient l'organe de publication francophone du nouveau syndicat Unia.

Ancien logo du journal (2005-2018)
Logo depuis 2018

## Supports

### Version papier
Dans la version papier, l’actualité est présentée sur une dizaine de pages.
De manière générale, la Une est accompagnée de l'éditorial de la rédaction sur un sujet d'actualité, puis en page deux, du portrait d'une personne en lien avec le syndicalisme ou les luttes sociales. Ensuite les pages suivantes sont consacrées aux activités syndicales en Suisse ou dans le monde.

### Version Web
Tous les articles publiés dans la version papier sont disponibles, sans restriction, sur le site internet du journal.
Il est également possible d'accéder aux articles des anciennes éditions.

## Diffusion
Le journal est distribué gratuitement à tous les membres, des sections francophones, du syndicat Unia. Ce qui lui assure un certain tirage.
L'abonnement au journal est également possible pour les personnes qui ne sont pas membre et qui souhaitent tout de même se tenir informé de l'actualité syndicale.